# Joseph W. Kennedy
Joseph William Kennedy (født 30. maj 1916, død 5. maj 1957) var en amerikansk kemiker, som var med til at opdage plutonium sammen med Glenn T. Seaborg, Edwin McMillan og Arthur Wahl. Under Anden Verdenskrig ledede han CM (Chemistry and Metallurgy)-divisionen ved Manhattan-projektets Los Alamos Laboratory, hvor han overvågede forskning i kemi og metallurgi af uran og plutonium.
Efter krigen blev han rekrutteret som professor ved Washington University i St. Louis, hvor han krediteres for at have transformeret universitetet fra primært at være fokuseret på undervisning af bachelorstuderende til at omfatte stærke kandidat- og forskningsprogrammer. Han døde af mavekræft i en alder af 40 år.

## Tidlige liv
Joseph William Kennedy blev født i Nacogdoches i Texas, den 30. maj 1916 som søn af Joseph og Mattie Kennedy. Han boede i Center, Texas i syv år, inden han begyndte på universitetet. Han gik på Stephen F. Austin State Teachers College, hvorfra han modtog en Bachelor of Arts (BA)-grad, og derefter på University of Kansas, som tildelte ham en Master of Arts (MA)-grad. Derefter begyndte han på University of California, Berkeley, hvor han opnåede sin Doctor of Philosophy (PhD)-grad og skrev sin afhandling med titlen "Studies of nuclear isomerism in tellurium, element 43, and zinc", under vejledning af George Ernest Gibson.

## Plutonium
I februar 1940 producerede Glenn Seaborg og Edwin McMillan plutonium-239 ved at bombardere uran med deuteroner. Dette producerede neptunium, grundstof 93, som gennemgik beta-henfald og dannede et nyt grundstof, plutonium, med 94 protoner. Kennedy byggede en række detektorer og tællere for at verificere tilstedeværelsen af plutonium. Han brugte meget tyndt skåret glimmer til at skabe et vindue til at tælle alfa-partikeludslip, og et ionisationskammer med et magnetfelt til at adskille beta-partikler fra neptunium fra alfa-partikler fra plutonium.
Den 28. marts 1941 demonstrerede Seaborg, fysikeren Emilio Segrè og Kennedy ikke kun tilstedeværelsen af plutonium, men også at det var fissilt, en vigtig skelnen, der var afgørende for beslutningerne om at lede forskningen ved Manhattan-projektet. Arthur Wahl begyndte derefter at undersøge kemien i det nyopdagede grundstof. I 1966 blev rum 307 i Gilman Hall på Berkeley-campus, hvor de udførte dette arbejde, erklæret et amerikansk National Historic Landmark.

## Manhattan-projektet
Kennedy var en af de tidlige rekrutter til Manhattan-projektets Los Alamos Laboratory, hvor han ankom i marts 1943. Han blev midlertidig leder af Kemi og Metallurgi (CM)-divisionen. Nogle projektledere var skeptiske over for Kennedy, der kun var 26 år gammel. Derfor blev der henvendt sig til Charles Thomas fra Monsanto. Thomas gik med til at koordinere kemiindsatsen på de forskellige Manhattan-projekts laboratorier, men ønskede ikke at flytte til New Mexico. På trods af sin unge alder blev Kennedy officielt udnævnt til leder af CM-divisionen i april 1944.
CM-divisionen var ansvarlig for rensning og fremstilling af materialer til bomben, herunder kernen, tamperen og initiatoren. Kemien og metallurgien af uran var forholdsvis velkendt, selvom der dukkede enkelte overraskelser op, men kemien af plutonium var næsten helt ukendt. Grundstoffet var kun blevet opdaget kort tid forinden og eksisterede kun i mikrogrammængder. Uddannede gæt om dets kemi viste sig ofte at være forkerte, og efterhånden som forskningen skred frem, blev det opdaget, at det havde usædvanlige egenskaber, herunder ikke mindre end seks allotroper. Der var rivalisering mellem dets opdagere, hvor Wahls og Kennedys gruppe ved Los Alamos konkurrerede med Seaborgs gruppe i Chicago om at udvikle den bedste proces til at rense metallet. Denne konkurrence sluttede brat, da Segrè's gruppe ved Los Alamos opdagede, at høje niveauer af en hidtil ukendt plutonium-240-isotop i reaktorproduceret plutonium betød, at en implosionsvåben-type var påkrævet, og en høj grad af renhed derfor ikke længere var nødvendig.
Kennedys kemikere var i stand til at reducere uranhydrid til uran-235-metal med 99,96 % effektivitet, og metallurgerne fandt ud af, hvordan man kunne støbe og presse det i de nødvendige former. Mens kemikerne fandt ud af, hvordan man kunne rense plutonium, måtte metallurgerne finde ud af, hvordan man kunne støbe det til en solid kugle. Eric Jette's CM-8 (Uranium og Plutonium Metallurgi)-gruppe fandt ud af, at de kunne stabilisere plutonium i dets smidige δ-fase ved at blande det med gallium. For sine tjenester blev han tildelt Medal for Merit af præsident Harry S. Truman i 1946.

## I populærkulturen
I filmen Oppenheimer fra 2023 bliver Joseph W. Kennedy portrætteret af skuespilleren Troy Bronson. Filmen, instrueret af Christopher Nolan, fremhæver vigtigheden af plutonium. Selvom projektet var et samarbejde med Glenn T. Seaborg, Edwin McMillan og Arthur Wahl, hylder Nolans skildring det kollektive arbejde, mens Kennedy bliver krediteret som hovedopdageren, idet balancen mellem teamets dynamik og individuelle præstationer opretholdes.
I virkeligheden blev præsident Harry S. Truman, som blev portrætteret af Gary Oldman, tildelt Kennedy Medal for Merit for hans bidrag. Medal for Merit var den højeste civile udmærkelse i USA, og der var kun fire modtagere fra Manhattan-projektet ved Los Alamos: J. Robert Oppenheimer, John von Neumann, Enrico Fermi og Kennedy.
Filmen Oppenheimer vandt i alt syv Oscars ved Academy Awards i 2024, herunder prisen for bedste film. Filmen er baseret på bogen American Prometheus.

## Efter krigen
I 1945 blev Kennedy rekrutteret som professor ved Washington University i St. Louis, hvor han i 1946 blev udnævnt til formand for kemiinstituttet, en rolle han fortsatte i resten af sit liv. Kennedy bragte med sig Wahl, Lindsay Helmholz, David Lipkin, Herbert Potratz og Samuel Weissman, som alle blev en del af fakultetet ved Washington University. Indtil da havde Washington University primært fokuseret på undervisning af bachelorstuderende. Kennedy får æren for at have transformeret universitetet til også at have stærke kandidat- og forskningsprogrammer.
Sammen med Seaborg, McMillan og Wahl modtog Kennedy $400.000 fra Atomic Energy Commission som kompensation for deres videnskabelige arbejde. Kennedy Lecture-serien er opkaldt efter ham. Den afholdes hvert år ved Washington University.

## Eksterne links
- 2013 Video Interview med Adrienne Lowry, enke efter Joseph W. Kennedy Voices of the Manhattan Project
- McCarthy, Leslie Gibson (28. januar 2013). "Guggenheim film om liv ved Washington University i begyndelsen af 1950'erne". Washington University i St. Louis. Hentet 22. februar 2014. (Webside ikke længere tilgængelig)